# 의미 (철학)
의미(meaning)는 철학에서, 더 구체적으로 의미론, 기호학, 언어철학, 형이상학, 메타의미론의 하위 분야에서 "두 종류의 사물, 즉 기호와 그들이 의도하거나 표현하거나 의미하는 사물의 종류 사이의 관계"를 의미한다.
표현되는 사물의 종류에 따라 의미의 종류가 달라지며 다음이 있습니다:
- 의미가 있을 수 있는 것
- 다른 것의 표시이기도 하므로 항상 의미가 있는 것(즉, 물리적 세계의 자연적 표시 및 마음 속의 아이디어)
- 단어나 비언어적 상징과 같이 필연적으로 의미가 있는 것

의미에 대한 현대의 주요 입장은 의미에 대한 다음과 같은 부분적 정의에 따른다.
- 사고, 의도 또는 이해의 개념을 포함하는 심리학 이론;
- 외연, 참조 또는 표시와 함께 의도, 인지적 내용 또는 센스(sense)와 같은 개념을 포함하는 논리적 이론
- 메시지, 콘텐츠, 정보 또는 커뮤니케이션
- 진리 조건
- 사용법 및 사용 지침
- 측정, 계산 또는 작동

## 같이 보기
- 의미 (실존)
- 기호학